# René Le Grevès
René Le Grevès (París, 6 de juliol de 1910 - Saint-Gervais-les-Bains, 25 de febrer de 1946), era un ciclista bretó, al qual anomenaven El Bretó. Els seus pares eren de Saint-Tugdual, on tornaren quan ell tenia tan sols 6 mesos. Era especialista en arribades a l'esprint.
La seva carrera com a aficionat finalitza de la millor manera possible: amb una medalla de plata als Jocs Olímpics de Los Angeles de 1932 a la prova de persecució per equips.
L'any següent, el 1933, es converteix en professional. Fins al 1941, moment de la seva retirada, aconseguirà 31 victòries, destacant el Campionat de França en ruta de 1936, la París-Tours de 1935 i 16 etapes al Tour de França.

## Palmarès
- 1930 (amateur)
  - 1r de la París-Reims
- 1931 (amateur)
  - 1r de la París-Reims
  - 1r de la París-Orléans
  - 1r de la París-Dieppe
- 1932
  -  Medalla de plata als Jocs Olímpics de Los Angeles en persecució per equips
- 1933
  - 1r de la París-Rouen
  - 1r de la París-Caen
  - 1r a la París-Rennes
  - Vencedor d'una etapa al Tour de França
- 1934
  - Vencedor de 4 etapes al Tour de França
- 1935
  - 1r de la París-Tours
  - 1r del Critèrium Nacional
  - 1r del Circuit de París
  - 1r del Circuit de Morbihan i vencedor de 2 etapes
  - Vencedor de 4 etapes al Tour de França
- 1936
  -  Campió de França en ruta
  - Vencedor de 6 etapes al Tour de França
- 1937
  - 1r del Critèrium Nacional
  - Vencedor d'una etapa de la París-Niça
- 1938
  - 1r de la París-Caen
- 1939
  - 1r de la París-Sedan
  - Vencedor d'una etapa al Tour de França
- 1940
  - 1r del Premi de Marsella

### Resultats al Tour de França
- 1933. 19è de la classificació general i vencedor d'una etapa
- 1934. 25è de la classificació general i vencedor de 4 etapes
- 1935. 15è de la classificació general i vencedor de 4 etapes
- 1936. 20è de la classificació general i vencedor de 6 etapes
- 1937. Abandona (9a etapa)
- 1939. 45è de la classificació general i vencedor d'una etapa